# 森田恭通
森田 恭通（もりた やすみち、1967年12月19日 - ）は、日本のインテリアデザイナー。日本国内のみならず、ニューヨークや香港など、海外でも多くのプロジェクトを手がけている。

## 略歴
大阪府茨木市生まれ。10代の頃から、ウィンドウディスプレイのアルバイトなど内装の仕事に関わると共に、1989年、八代学院大学（現・神戸国際大学）に在学中、神戸・三宮のバー「COOL」のインテリアを手がけ、専門誌で脚光を浴びる。これが本格的なデビュー作となる。大学卒業後、大阪のデザイン会社（株）イマジンに就職。チーフデザイナーを務める。1996年、森田恭通デザインオフィス設立。1990年代には、岡田賢一郎が代表をつとめる外食産業、ちゃんととタッグを組んで、大阪市内で「新中華菜々 熱烈食堂」や「Ken's Dining(ケンズダイニング)」などの内装を手掛け、時代の寵児となる。2000年6月、GLAMOROUS Co.,Ltd.として再スタート。2001年には、香港にY.MORITA DESIGN (HK) LTD.を設立。
2007年3月14日、女優の大地真央と婚約を発表。同年7月25日、フランス・シャンパーニュ地方で挙式。

## ヤンキー建築
森田の作品に代表される過剰な装飾をもつ豪華で派手なものを「ヤンキー建築」という。ヤンキーの改造車にも通じるもので、ミニマルで白色や透明さが一般的になっている現代建築の対極にある。建築家ではKPOキリンプラザ大阪の高松伸や、FLAMMINGOの前田紀貞がいる。2013年に改築された歌舞伎座もこの中に考えられる。

## 主な作品
- 村田みつい（大阪市北区、1999年）
- 嵐山駅 (京福電気鉄道)（京都市右京区、2002年）
- りそな銀行東京ミッドタウン支店（東京都港区、2007年）
- AOYAMA Francfranc（東京都港区、2010年）
- リバーサイドタワー中之島（大阪府大阪市、2010年）
- 伊勢丹新宿本店（東京都新宿区、2013年）

## テレビ出演
- 情熱大陸（2003年9月28日、毎日放送）
- アナザースカイ（2010年11月12日、日本テレビ）
- CONTACT CAFE（2010年12月15日、名古屋テレビ）